# Panama a 2004. évi nyári olimpiai játékokon
Panama a görögországi Athénban megrendezett 2004. évi nyári olimpiai játékok egyik részt vevő nemzete volt. Az országot az olimpián 2 sportágban 4 sportoló képviselte, akik érmet nem szereztek.

## Atlétika
Férfi
| Versenyző     | Versenyszám | Előfutam | Előfutam | Előfutam | Elődöntő | Elődöntő | Elődöntő | Döntő | Döntő    |
| Versenyző     | Versenyszám | Idő      | Hely.    | Össz.    | Idő      | Hely.    | Össz.    | Idő   | Helyezés |
| ------------- | ----------- | -------- | -------- | -------- | -------- | -------- | -------- | ----- | -------- |
| Bayano Kamani | 400 m gát   | 49,37    | 5.       | 20.      | 48,23    | 2.       | 7.       | 48,74 | 5.       |

| Versenyző       | Versenyszám | Selejtező | Selejtező | Döntő    | Döntő    |
| Versenyző       | Versenyszám | Eredmény  | Helyezés  | Eredmény | Helyezés |
| --------------- | ----------- | --------- | --------- | -------- | -------- |
| Irving Saladino | Távolugrás  | 742 cm    | 36.       | kiesett  | kiesett  |

## Úszás
Férfi
| Versenyző    | Versenyszám | Előfutam | Előfutam | Előfutam | Elődöntő | Elődöntő | Elődöntő | Döntő   | Döntő    |
| Versenyző    | Versenyszám | Idő      | Hely.    | Össz.    | Idő      | Hely.    | Össz.    | Idő     | Helyezés |
| ------------ | ----------- | -------- | -------- | -------- | -------- | -------- | -------- | ------- | -------- |
| Ismael Ortíz | 100 m gyors | 51,74    | 2.*      | 45.*     | kiesett  | kiesett  | kiesett  | kiesett | kiesett  |

Női
| Versenyző              | Versenyszám | Előfutam | Előfutam | Előfutam | Elődöntő | Elődöntő | Elődöntő | Döntő   | Döntő    |
| Versenyző              | Versenyszám | Idő      | Hely.    | Össz.    | Idő      | Hely.    | Össz.    | Idő     | Helyezés |
| ---------------------- | ----------- | -------- | -------- | -------- | -------- | -------- | -------- | ------- | -------- |
| Eileen Marie Coparropa | 50 m gyors  | 25,57    | 3.       | 12.      | 25,37    | 6.*      | 13.*     | kiesett | kiesett  |
| Eileen Marie Coparropa | 100 m gyors | 57,09    | 5.       | 30.      | kiesett  | kiesett  | kiesett  | kiesett | kiesett  |

* - egy másik versenyzővel azonos időt ért el